# Галли да Бибьена, Франческо
Франческо Галли да Бибьена, или Бибиена (итал. Francesco Galli da Bibbiena; 12 декабря 1659, Болонья — 20 января 1739, Болонья) — итальянский архитектор и декоратор, рисовальщик, педагог и теоретик архитектуры. Представитель большой семьи театральных декораторов, рисовальщиков-орнаменталистов и гравёров. Семья Галли насчитывает десять художников четырёх поколений.

## Биография

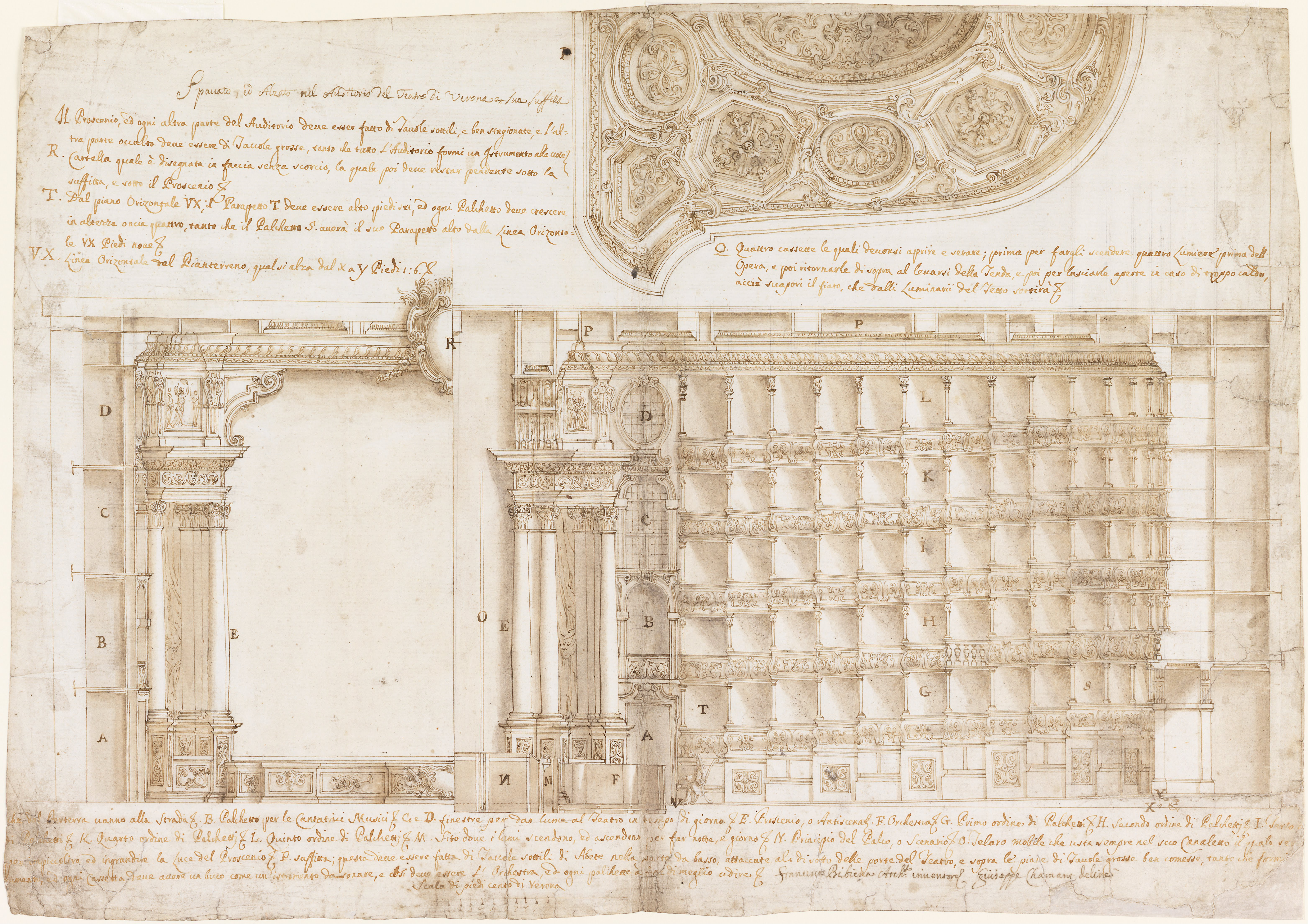
Театр Филармонико в Вероне. Проект. Два сечения и фрагмент плафона. 1715—1720. Смитсоновский музей дизайна Купер Хьюитт, Нью-Йорк

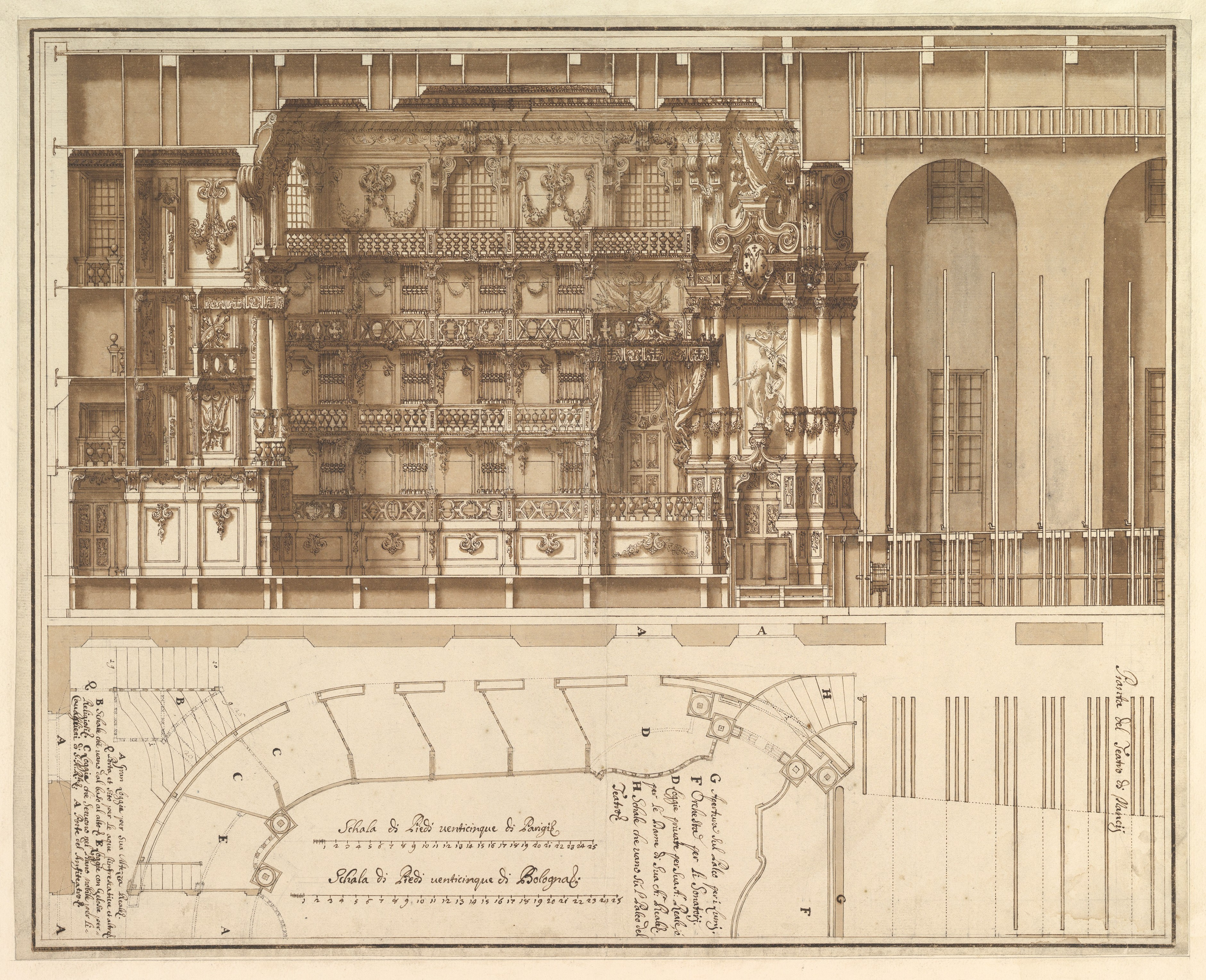
Проект театра в Нанси. Продольный разрез и часть плана. 1709. Метрополитен-музей, Нью-Йорк

Франческо Галли был сыном болонского живописца Джованни Мария Галли да Бибьена, младшим братом Фердинандо да Бибьены и Марии Орианы Галли да Бибьены.
Франческо Галли начинал помощником продавца в магазине. Первые уроки живописи получил у отца. Позже стажировался у Лоренцо Пазинелли, а затем обучался в мастерской известного болонского живописца Карло Чиньяни.
Его познания в архитектуре и перспективе были столь значительны, что он начал работать самостоятельно, иногда с братом Фердинандо в Пьяченце, Парме и Риме, затем стал герцогским архитектором в Мантуе.
После пребывания в Генуе и Неаполе Франческо был приглашён в Вену, где построил Большой театр. Работал последовательно на императоров Леопольда I и Иосифа I, позже приглашён в Мадрид Филиппом V, который назначил его главным придворным архитектором.
Среди первых заказов архитектора — работа над декором некоторых залов во дворце города Пьяченца для герцога Рануччо II Фарнезе. Его работы понравились и Галли стали приглашать для работы в Парме.
Затем Франческо три года работал театральным художником в Ватикане. Это способствовало заказам от ряда итальянских аристократов, в частности герцога Мантуи Карла Фердинанда Гонзага. После работы в Генуе его пригласили в Неаполь. Заказчиком был вице-король Хуан Мануэль Фернандес Пачеко, который привлёк Франческо для возведения декоративных сооружений во время торжеств по случаю посещения Неаполя королём Испании Филиппом V. Франческо Галли Бибиена даже получил приглашение на работу в Мадрид, но он выбрал работу в Вене по заказу императора Леопольда I.
В 1700 году в австрийской столице в Хофбурге по его проекту перестроили придворный театр. Он стал называться «Большим залом комедий» (Große Komödiensaal), а позднее — «Придворным театром» (Burgtheater). Однако театр сгорел в 1747 году. Архитектура венского Хофтеатра оказала большое влияние на проектирование и постройки театральных зданий в Германии и Австрии в первой половине восемнадцатого века.
В 1707 году Франческо получил заказ от герцога Лотарингского на постройку придворного театра в городе Нанси. После недолгого пребывания в Италии и Лотарингии он был приглашён императором Иосифом I обратно в Хофбург, чтобы работать «первым театральным инженером» и художником-декоратором (с 1709 по 1712 год).
В 1715 году он отправился в Верону, где проектировал театр по заказу маркиза Сципионе Маффеи. Впоследствии театр в Вероне признают среди лучших по акустике. В 1720—1722 годы Франческо Галли снова работал в Риме, где выстроил театр Алиберти.
Последние годы архитектора прошли в городе Болонья, где он поселился в 1726 году. Преподавал живопись, геометрию и перспективу в Академии Клементина. Кроме преподавания, написал теоретический труд «Архитектура — наставница составляющих её искусств» (L’Architettura maestra delle arti, che la compongone).
Отец Франческо и его старшего брата Фердинандо — Джованни Галли да Бибиена, сделал выдающуюся карьеру, но именно его сыновьям семья обязана своей громкой славой.
Франческо Галли да Бибьена скончался в январе 1739 года. Погребение состоялось в церкви Санта Мария Маджоре в Болонье. Сын Франческо — Джованни Карло Галли да Бибьена также стал архитектором.
В санкт-петербургском Эрмитаже хранится обширная коллекция графики семьи Биббьена. На выставке 1975 года были представлены три композиции Франческо.

## Галерея

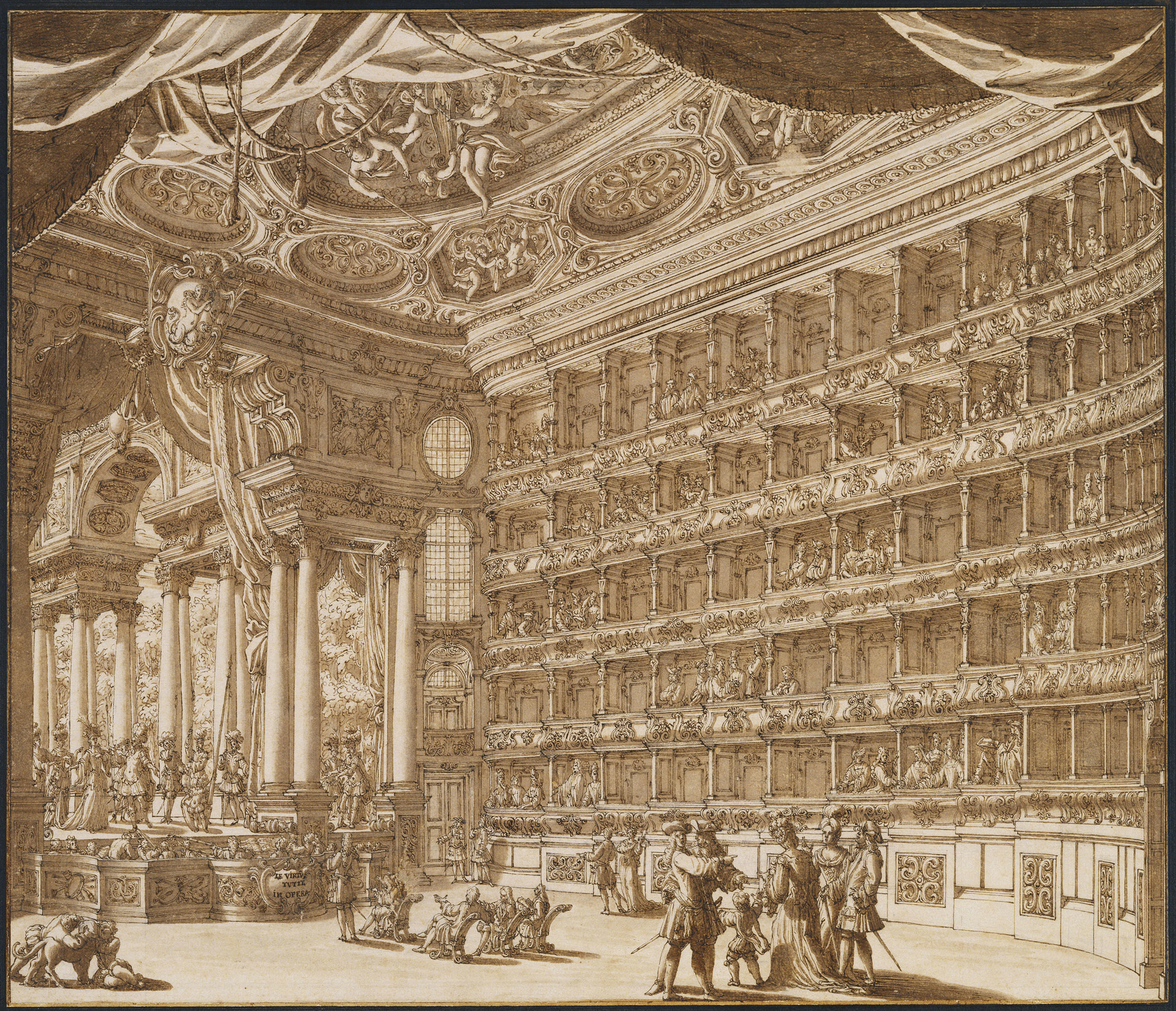
Театр Филармонико в Вероне. Аудиториум и сцена. 1729
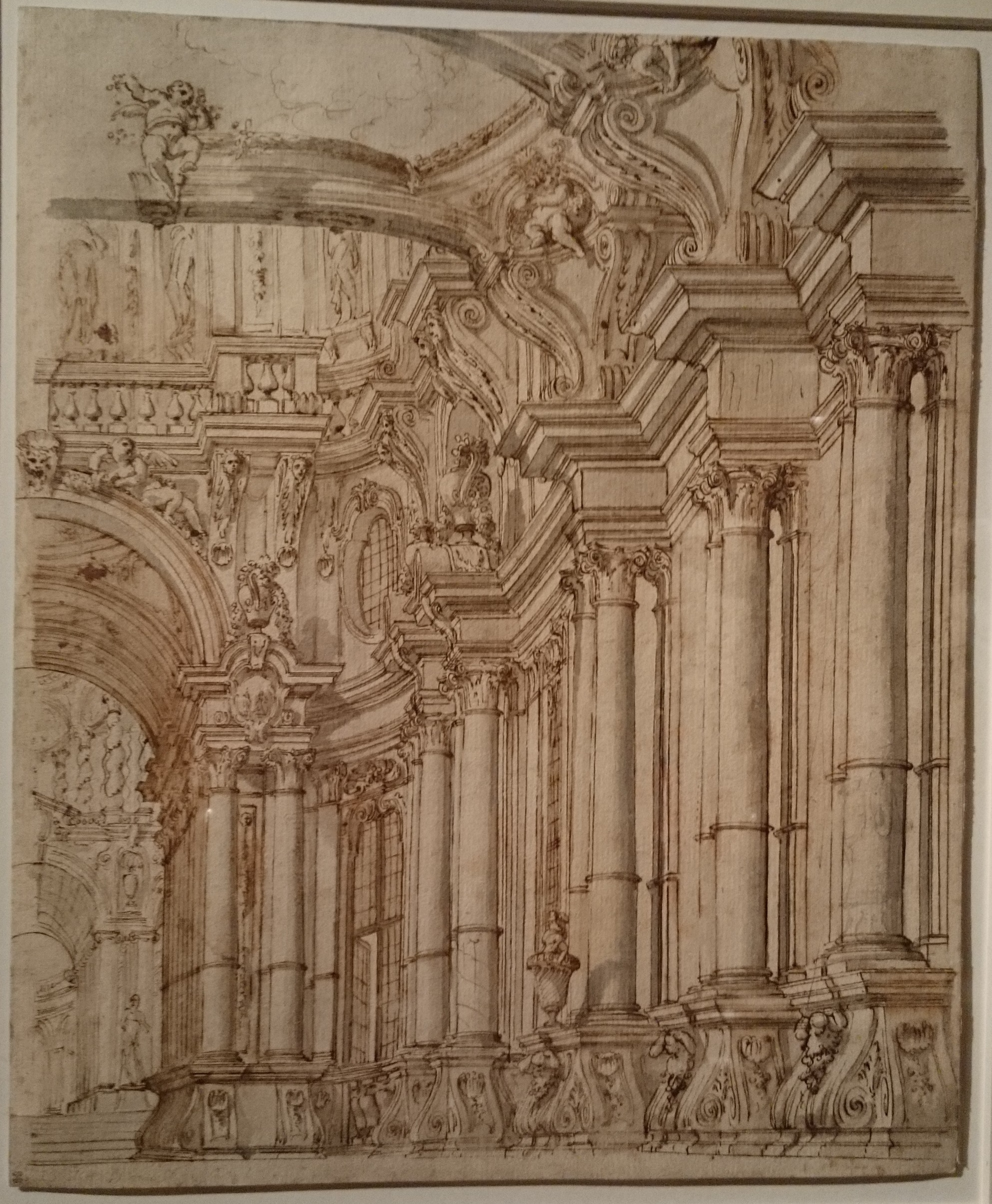
Aрхитектурный мотив. До 1739. Бумага, сепия, тушь, перо, кисть. Коллекция И. Зильберштейна
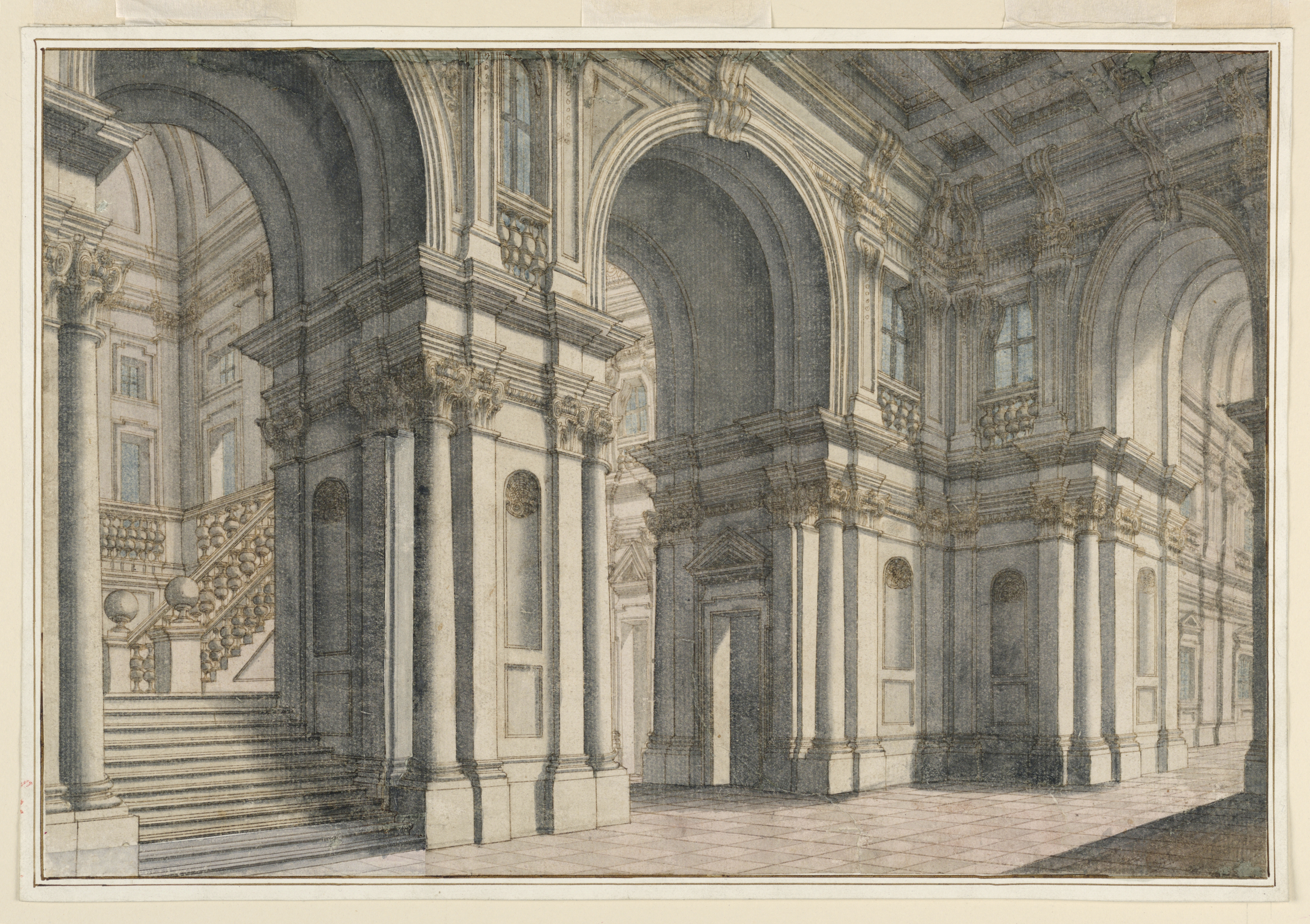
Дворцовый зал с лестницей. Между 1700 и 1750. Бумага, сепия, тушь, акварель, перо, кисть. Смитсоновский музей дизайна Купер Хьюитт, Нью-Йорк
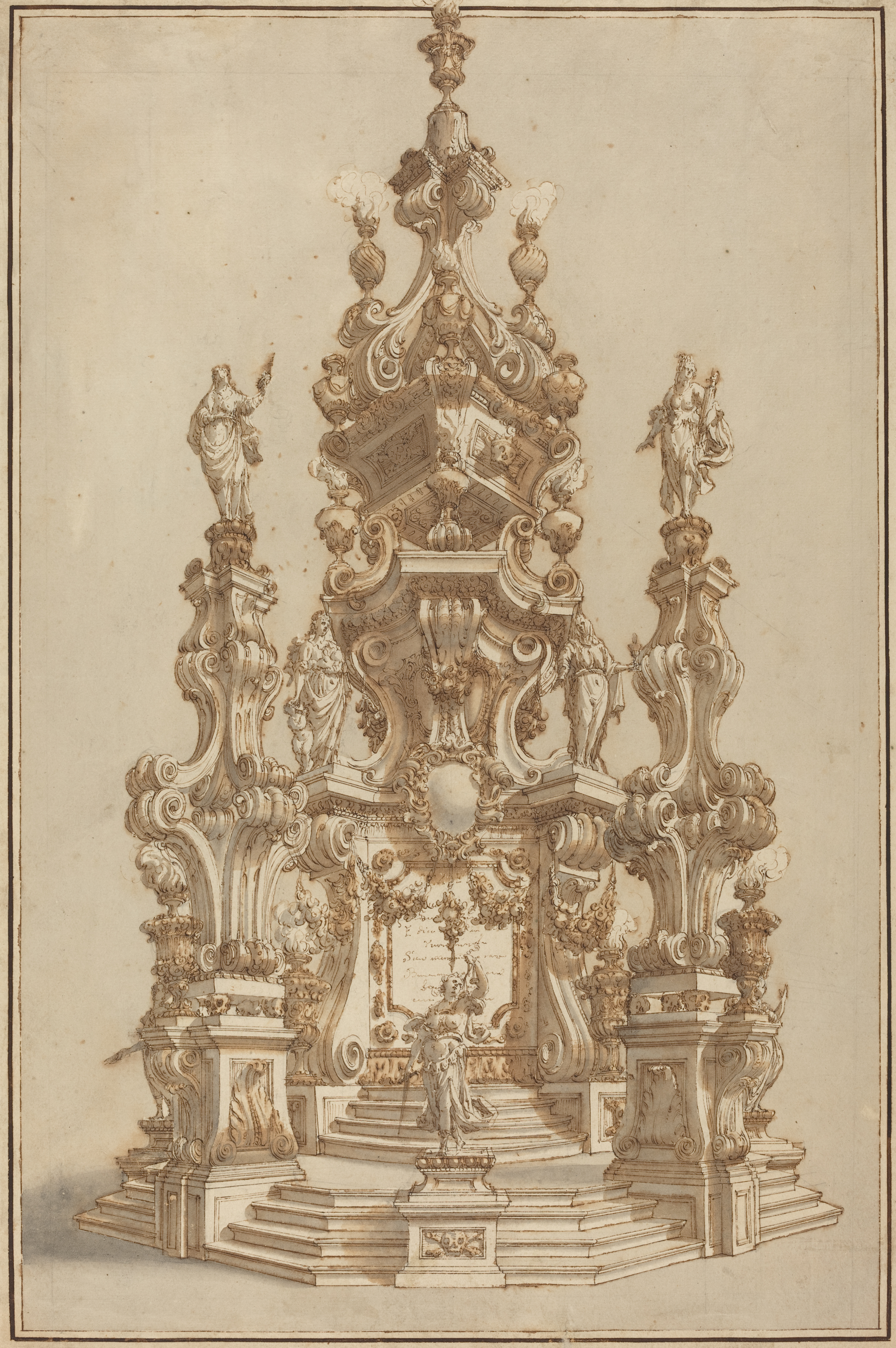
Проект катафалка. Бумага, сепия, перо, кисть. Национальная галерея искусства, Вашингтон
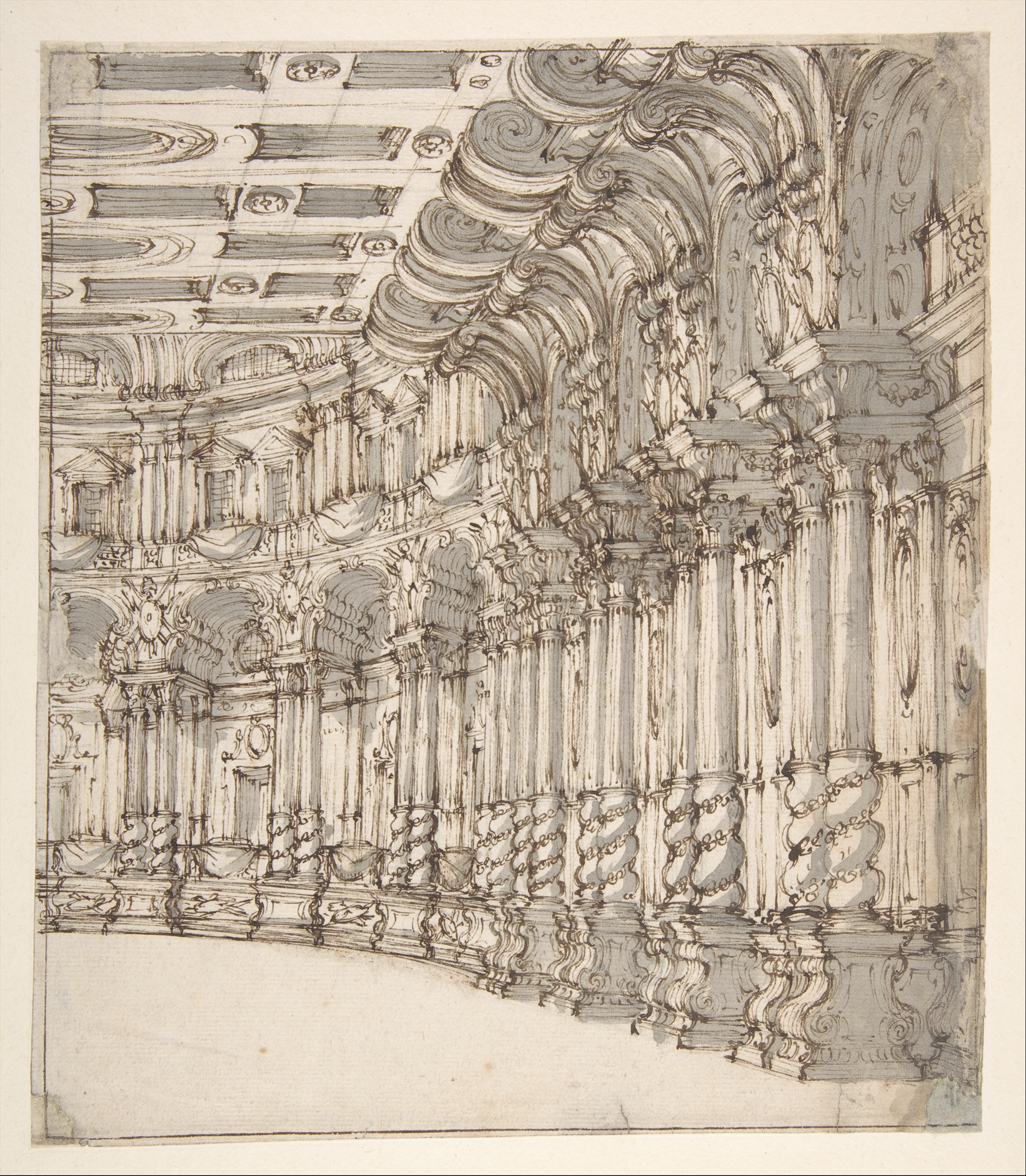
Интерьер фойе театра. Между 1676 и 1736. Бумага, сепия, перо, кисть. Метрополитен-музей, Нью-Йорк
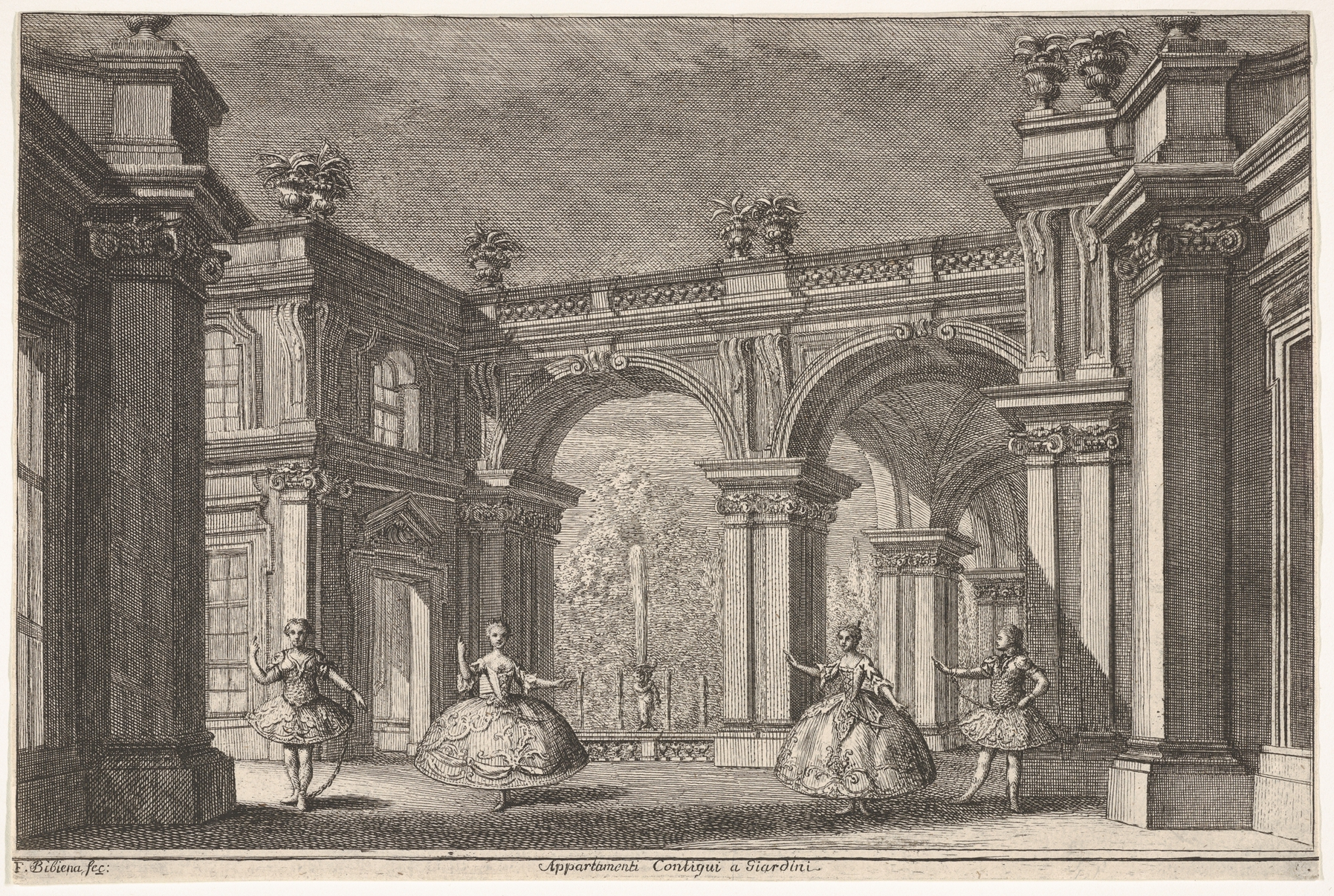
Театральна сцена из пьесы «Талестри, царица амазонок». 1765. Офорт. Метрополитен-музей, Нью-Йорк